# Sicyodes decipiens
Sicyodes decipiens är en fjärilsart som beskrevs av Louis Beethoven Prout 1938. Sicyodes decipiens ingår i släktet Sicyodes och familjen mätare. Inga underarter finns listade i Catalogue of Life.